# Oświetlenie awaryjne
Oświetlenie awaryjne (ang. emergency lighting) - oświetlenie przeznaczone do stosowania podczas awarii zasilania urządzeń do oświetlenia podstawowego. 
Według normy PN-EN 1838 oświetlenie awaryjne jest ogólnym określeniem kilku specyficznych odmian oświetlenia:
- Oświetlenie ewakuacyjne
  - Oświetlenie drogi ewakuacyjnej
  - Oświetlenie strefy otwartej
  - Oświetlenie strefy wysokiego ryzyka
- Oświetlenie zapasowe

Podczas awarii korzysta się ze źródeł zasilania niezależnych od zasilania oświetlenia podstawowego. Oświetlenie ewakuacyjne nie zastępuje oświetlenia rezerwowego. Jego podstawowym zadaniem
jest oświetlenie drogi dla szybkiego i bezpiecznego wyjścia z budynku w czasie awarii oświetlenia podstawowego.

## Normalizacja i przepisy
Istnieje wiele lokalnych przepisów elektrotechnicznych i budowlanych dotyczących projektowania, instalacji i kontroli urządzeń oświetlenia awaryjnego. Istnieją także europejskie i ogólnoświatowe, ujednolicone normy jasno określające wymagania w tym zakresie. Osoby odpowiedzialne za projektowanie, instalację i użytkowanie budynków powinny stosować się do wszystkich obowiązujących przepisów w danym kraju. Przepisy, rozporządzenia i normy zawierają szereg wytycznych określających rodzaj oraz zastosowanie właściwego oświetlenia awaryjnego w budynku w zależności od jego przeznaczenia, powierzchni, ilości kondygnacji itp.
Zgodnie z wymaganiami Prawa budowlanego oświetlenie awaryjne może zostać wykonane na podstawie projektu opracowanego przez uprawnionego projektanta instalacji elektrycznych. Opracowany projekt zgodnie z wymaganiami należy uzgodnić z rzeczoznawcą ds. zabezpieczeń przeciwpożarowych. 
Wykonana na podstawie uzgodnionego projektu instalacja oświetlenia awaryjnego i ewakuacyjnego może zostać dopuszczona do eksploatacji po wykonaniu prób odbiorczych, potwierdzających jej poprawne działanie. Instalacja przekazana do eksploatacji wymaga okresowych badań, które należy prowadzić zgodnie z wymaganiami producenta, nie rzadziej jak raz w roku.